# František Musil (normalizační politik)
František Musil (1923 - ???) byl český a československý politik Komunistické strany Československa a poslanec Sněmovny lidu Federálního shromáždění za normalizace.

## Biografie
K roku 1971 a 1976 se profesně uvádí jako předseda JZD.
Ve volbách roku 1971 zasedl do Sněmovny lidu (volební obvod č. 133 - Hranice, Severomoravský kraj). Mandát obhájil ve volbách roku 1976 (obvod Hranice). Ve Federálním shromáždění setrval do konce funkčního období, tedy do voleb v roce 1981.